# Selenocosmia hasselti
Selenocosmia hasselti é uma espécie de aranha pertencente à família Theraphosidae (tarântulas).